# Зимбру (Галац)
Зимбру (рум. Zimbru) насеље је у Румунији у округу Галац у општини Балабанешти. Oпштина се налази на надморској висини од 229 m.

## Становништво
Према подацима из 2002. године у насељу је живело 57 становника, од којих су сви румунске националности.